# Kappa m/1939

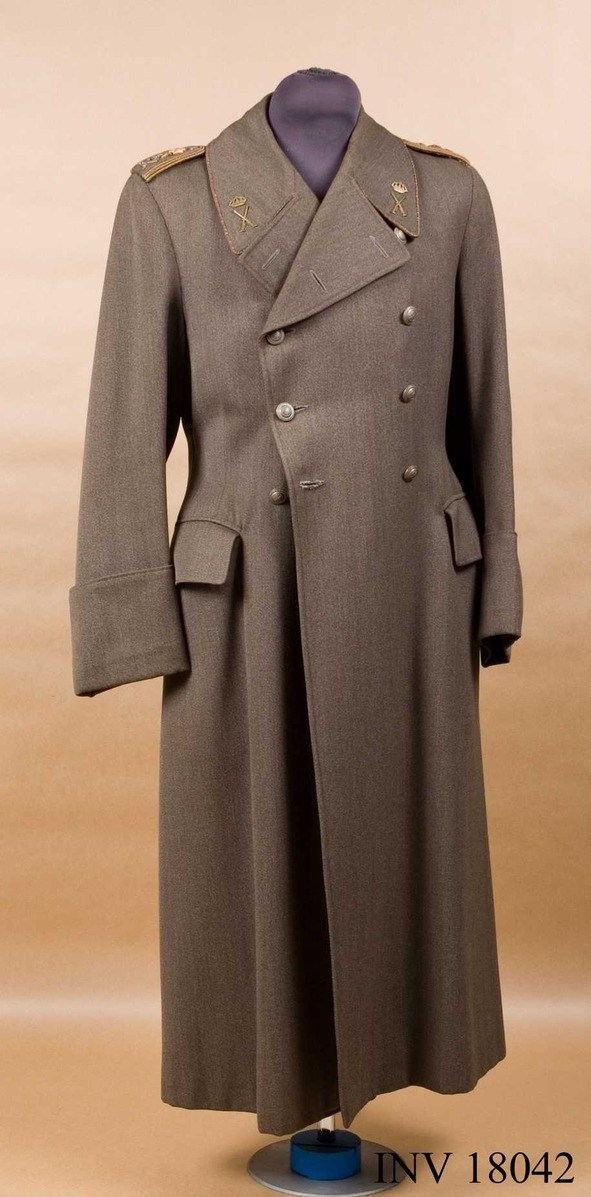
Kappa m/1939 för överstelöjtnant vid Dalregementet
(Ur armémuseums samlingar)

Kappa m/1939 var en kappa som användes inom försvarsmakten.

## Utseende
Denna kappa är av gråbrungrönt ylletyg och har en rundskuren krage som vintertid av underofficerare och officerare fick ersättas av en grå pälskrage. Den har två knapprader om fem knappar vardera samt två sidofickor. Den är figursydd framtill och raksyd baktill och har 14-15 cm höga ärmuppslag.

## Användning
Denna kappa användes av Armén till uniform m/1939 vid kylig väderlek och kom senare även att ingå i uniform m/1952.